# Лапина кавказька
Лапина кавказька, лапи́на ясенели́ста (Pterocarya fraxinifolia) — вид квіткових рослин родини бобових (Fabaceae). Ареал: Іран, Північний Кавказ, Азербайджан, Грузія, Туреччина; інтродукція в деякі країни Європи (зокрема Україну) й Таджикистан.

## Екологія
Населяє широколистяні ліси, чагарники, рослинність навколо водотоків, більш зволожених ярів. Зростає переважно на більш глибоких глинистих і алювіальних ґрунтах.

## Морфологічна характеристика
Однодомне листяне дерево заввишки 15–30 м, діаметр стовбура до 1,5 м. Рослини часто багатостовбурні від основи, з масивною розлогою кроною і кореневими відростками. Кора сіро-коричнева, в молодості гладка, пізніше глибоко бороздчаста. Літні пагони від оливково-зеленого до оливково-коричневого кольору. Листки непарноперисті, 20–50 см завдовжки, 5–12-лопатеві. Листочки довгасто-ланцетні, 6–12 см завдовжки, асиметричні біля основи, з верхнього боку темно-зелені, блискучі, з нижнього боку в пазухах жилок з пучками зірчастих волосків; зубчастий край. Восени листя стає золотисто-жовтим. Квітки одностатеві, зібрані в пониклі сережки. Чоловічі сережки щільні, 7–12 см завдовжки, в пазухах листків на торішніх гілочках або біля основи однорічних пагонів. Жіночі сережки розріджені, 10–14 см завдовжки, ростуть на однорічних пагонах. Плід — горішок розміром близько 1 см, з 2 напівкруглими шкірястими стулками завширшки 1,5—2 см.

## Використання
Дерево висаджують у парках і садах через мальовничу форму та оригінальні підвішені насіннєві плоди. Дерево можна використовувати для виробництва целюлози.

## Галерея

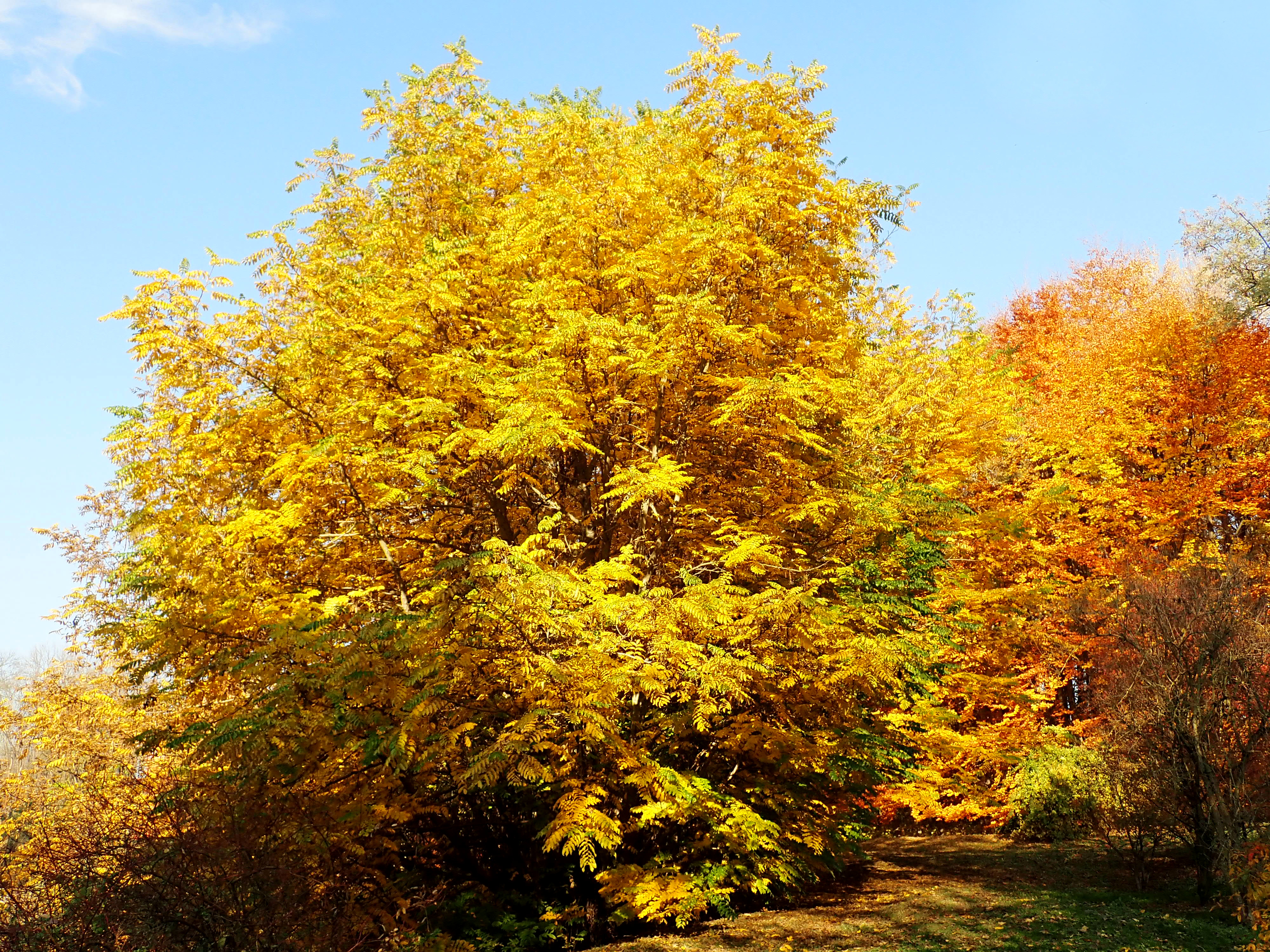
Дерево восени
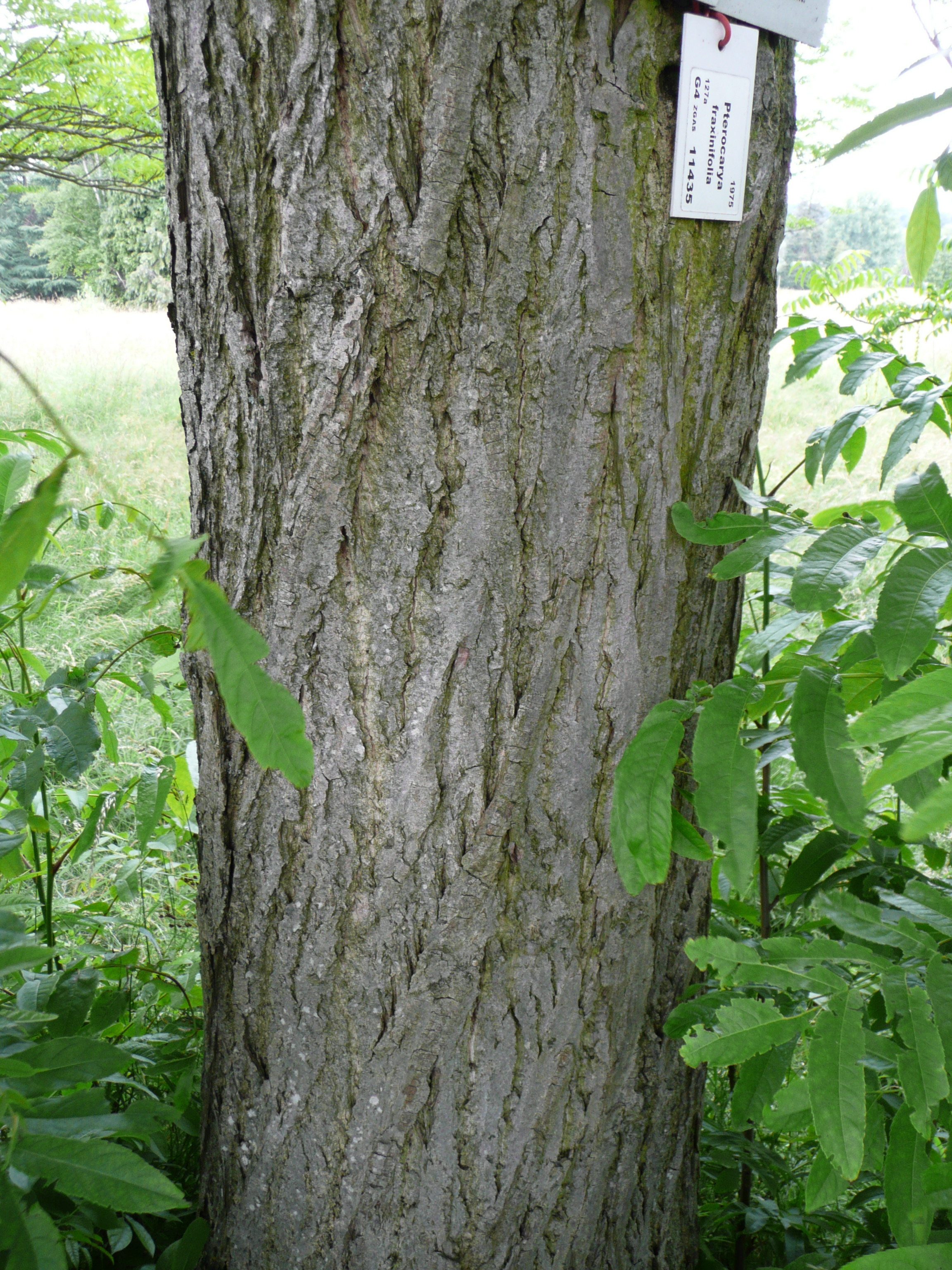
Стовбур
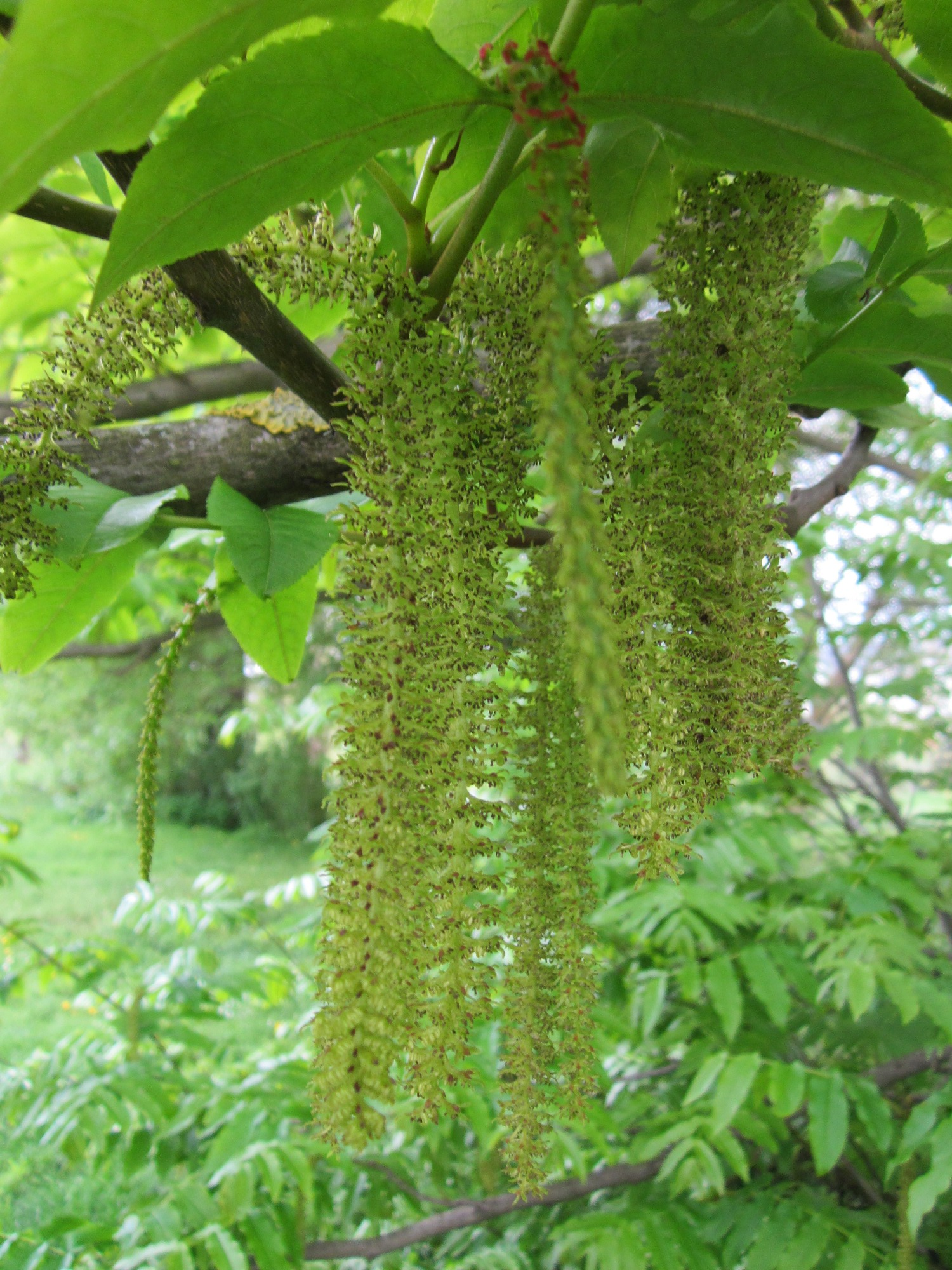
Суцвіття
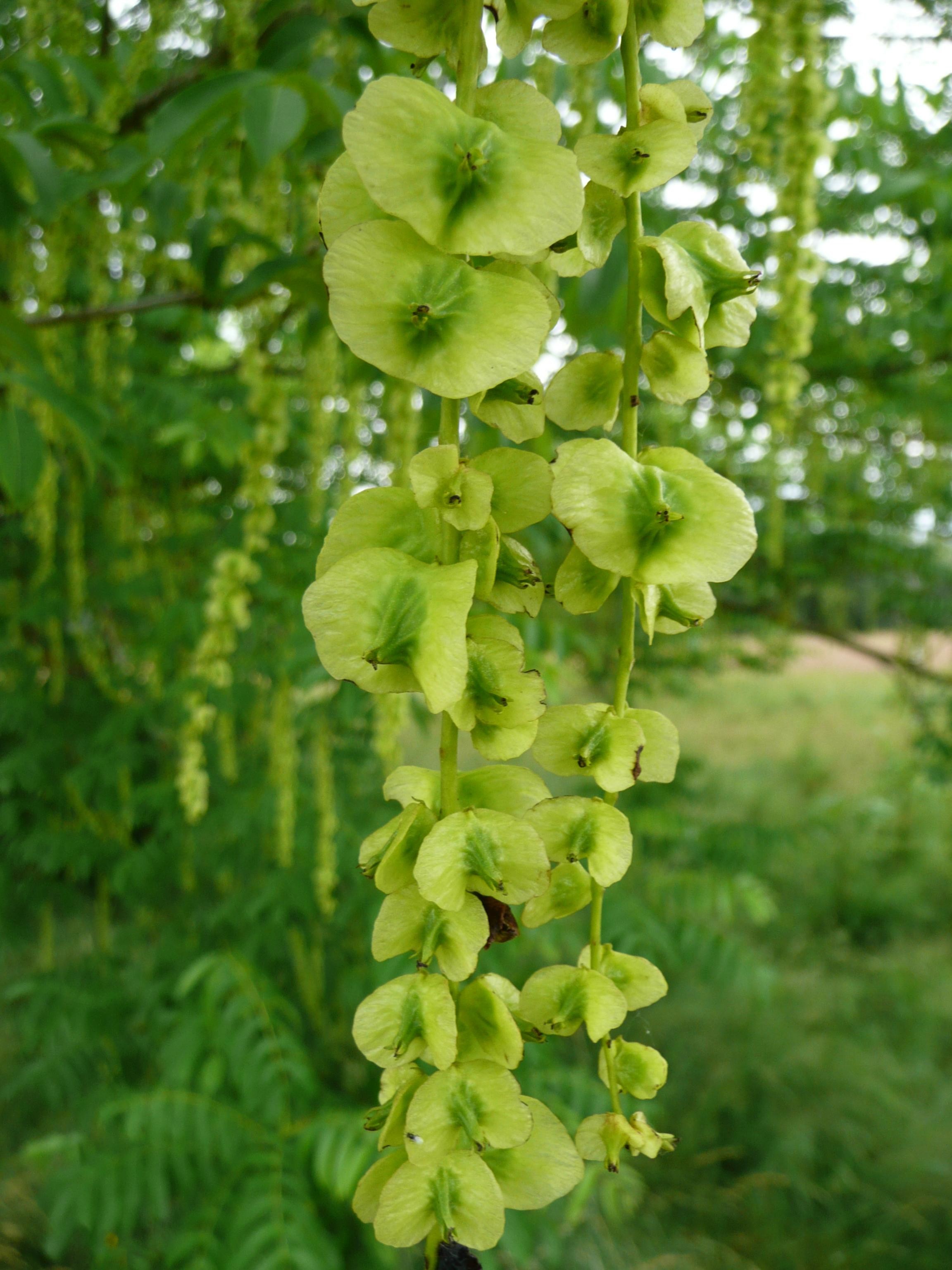
Супліддя
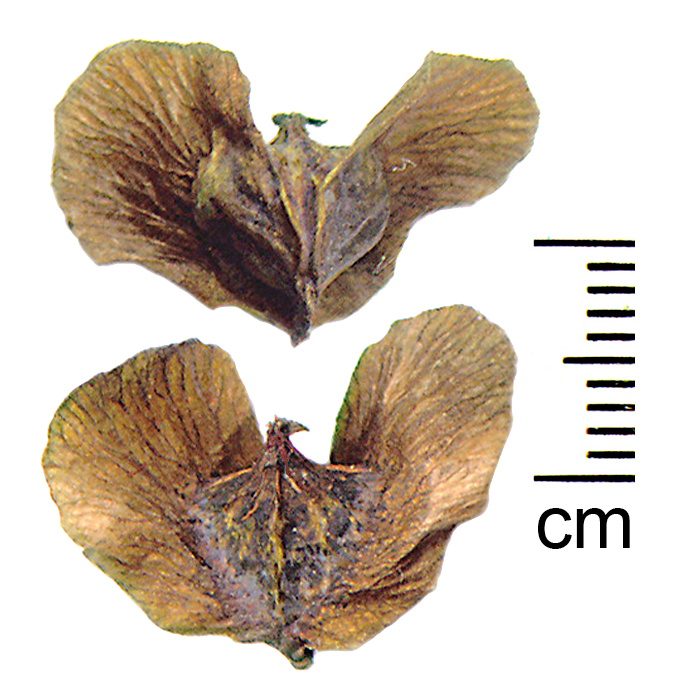
Плоди